# Каменский район (Воронежская область)
Ка́менский райо́н — административно-территориальная единица (район) и муниципальное образование (муниципальный район) на юго-западе Воронежской области России.
Административный центр — посёлок городского типа Ка́менка.

## География
Расположен в западной части Воронежской области и граничит:
- с севера — с Острогожским муниципальным районом,
- с запада — с Ольховатским муниципальным районом Воронежской области и Белгородской областью;
- с юга — с Подгоренским муниципальным районом;
- с востока — с Павловским муниципальным районом.

Район расположен на территории Среднерусской возвышенности, на стыке её с Окско-Донской равниной. Среднерусская возвышенность заходит в пределы района своими восточным склонами и представляет собой волнистую равнину, густо расчленённую балками и оврагами.
Общая площадь территории Каменского муниципального района составляет 998,57 квадратных километров.
На территории Каменского района находится 8 рек: Дон, Сарма (приток Дона), Козка (приток Сармы), Марочка (приток Сармы), Мокрая Козка (приток Марочки), Ольховатка, Гнилая Россошь, Сухая Россошь. Четыре из них протекают только на территории Каменского района: Сарма, Марочка, Козка и Мокрая Козка.
А три из них берут своё начало в Каменском районе: Ольховатка, Гнилая Россошь, Сухая Россошь.

## История
Каменский район образован 10 апреля 1973 года Указом Президиума Верховного Совета РСФСР.
На территории современного Каменского района Воронежской области люди жили ещё с глубокой древности. Об этом свидетельствуют многочисленные археологические находки, доказывающие, что культуре края не один век, а также памятники истории, такие как курганы, укреплённые поселения (городища), стоянки и грунтовые могильники, среди которых есть даже объекты, принадлежащие эпохе бронзы… Следы поселений, погребений людей бронзового и железного века (3-4 тыс. лет назад) найдены и изучены у села Марки.
В IX веке, когда на славянских землях шло образование древнерусского государства, Верхнее и Среднее Подонье было восточной окраиной Киевской Руси. На территории нашего края одни других сменяли кочевники. В IX веке здесь проживали хазары.
В XIII веке, после завоевания татаро-монголами, земли были заселены славянами и народом-завоевателем. Во времена раздробленности Руси земли края вошли в состав Рязанского княжества.
В середине XVII века для предотвращения грабительских набегов крымских татар на Воронежский край, была создана мощная заградительная линия — Белгородская черта. Одним из городов-крепостей на ней был Острогожск. Лишь в 1696 г., в связи со взятием Азова царскими войсками, началось заселение воронежских земель за «чертой». Таким образом, начало заселения Каменского района приходится на середину XVIII века.
Каменка, как населённый пункт, была основана в 1750 г. Первыми поселенцами стали выходцы из г. Острогожска, по переписи 1773 г. в хуторе Каменка проживало 70 жителей. Название посёлка, вероятно, произошло от наличия большого количества камней, оставленных ледником, сползавшим со скандинавских гор. В настоящее время, на одном из въездов в посёлок, установлен большой камень - символ посёлка.
Значение Каменки среди других сёл, деревень и хуторов возросло в связи со строительством в 70-е годы XIX века железной дороги. Рядом c хутором возникла станция Евдаково. Название дали в честь близлежащего населённого пункта - слободы Евдаково, так как на железнодорожной ветке уже была станция Каменская. Сюда была перевезена земская почтовая контора из хутора Ситниково (Пушкино). После завершения строительства железной дороги центр Евдаковской волости был переведён в Каменку и волость стала называться Каменской. (Точнее, Евдаковская волость вошла в Карпенковскую волость в 1893 году, а в 1903 году из неё была выделена Каменская волость.)
С проведением железнодорожной ветки Харьков-Острогожск-Лиски хутор стал быстро развиваться, застраиваться. К 1890 г. здесь проживало 336 человек. Имелась школа на 25 мальчиков. В 1892 году открыта вторая годичная школа на 15 человек. Через два года обе школы объединились.
В 1900 году в Каменке было уже 770 жителей, имелось общественное здание волостного правления, несколько молочных и винных лавок. В 1909 г. немецкий промышленник П. Г. Классен на станции Евдаково возвёл паровую мельницу, а через два года поляк И. И. Миропольский построил вальцовую мельницу. На её базе в 1914—1917 гг. Всероссийский союз потребительских обществ (Центросоюз) организовал маслозавод (Евдаковское предприятие Центросоюза), который, впоследствии, стал основой для масложиркомбината.
После февральской буржуазно-демократической революции 4 мая 1917 г. в Каменке была образована волостная земская управа. В 1924 г. Каменка стала центром волостного района Острогожского уезда. В 1926 г. в Каменке насчитывалось 294 двора и 1286 жителей.
Вплоть до 1928 года населённые пункты современного Каменского района входили в состав Каменской, Марковской и Карпенковской волостей Острогожского округа ЦЧО. После ликвидации округов Каменский район стал административной единицей областного подчинения, а Каменка - его центром.
Каменский район был образован 30 июля 1928 года в Острогожском округе (до 30 июля 1930) Центрально-Чернозёмной области. Расформирован 1 февраля 1933 года, территория отошла в Острогожский и Лискинский районы. Восстановлен (частично, из сельсоветов Острогожского района) как Евдаковский район 30 января 1935 года. 1 февраля 1963 года Указом Президиума Верховного Совета РСФСР Евдаковский район был расформирован с передачей территории в Подгоренский, Острогожский и Лискинский районы. Вновь Каменский район был возрождён 10 апреля 1973 года за счёт территорий Острогожского, Лискинского и Подгоренского районов.
В ходе российского вторжения в Украину в ноябре 2024 года украинские дроны атаковали расположенное в районе промышленное предприятие. Произошел пожар, была проведена эвакуация. Пострадавших не было.

## Население
| 1989    | 2002    | 2009    | 2010    | 2011    | 2012    | 2013    |
| ------- | ------- | ------- | ------- | ------- | ------- | ------- |
| 22 995  | ↘21 953 | ↘20 349 | ↗20 612 | ↘20 501 | ↘20 053 | ↘19 637 |
| 2014    | 2015    | 2016    | 2017    | 2018    | 2021    | 2025    |
| ↘19 161 | ↘18 921 | ↘18 664 | ↘18 417 | ↘18 151 | ↘17 087 | ↘16 431 |

### Урбанизация
В городских условиях (пгт Каменка) проживают  49,04 % населения района.

### Национальный состав
По данным переписи населения 1939 года: русские — 65,9% или 26 145 чел., украинцы — 33,3% или 13 204 чел.
По итогам переписи населения 2020 года проживали следующие национальности (национальности менее 0,1 % и другое, см. в сноске к строке «Другие»):
| Национальность | Численность, чел. | Доля     |
| -------------- | ----------------- | -------- |
| Русские        | 15 612            | 91,37 %  |
| Курды          | 582               | 3,41 %   |
| Турки          | 212               | 1,24 %   |
| Армяне         | 105               | 0,61 %   |
| Украинцы       | 63                | 0,37 %   |
| Азербайджанцы  | 24                | 0,14 %   |
| Другие         | 489               | 2,86 %   |
| Итого          | 17 087            | 100,00 % |

## Муниципально-территориальное устройство
В Каменский муниципальный район входят 11 муниципальных образований, в том числе 1 городское и 10 сельских поселений:
| №  | Муниципальное образование        | Административный центр | Количество населённых пунктов | Население | Площадь, км2 |
| -- | -------------------------------- | ---------------------- | ----------------------------- | --------- | ------------ |
| 1  | Каменское городское поселение    | пгт Каменка            | 1                             | #Н/Д      | 17,21        |
| 2  | Волчанское сельское поселение    | село Волчанское        | 3                             | 946       | 92,62        |
| 3  | Дегтяренское сельское поселение  | село Дегтярное         | 4                             | ↗706      | 85,12        |
| 4  | Евдаковское сельское поселение   | село Евдаково          | 4                             | ↗1131     | 98,68        |
| 5  | Карпенковское сельское поселение | село Карпенково        | 7                             | ↘1258     | 132,16       |
| 6  | Коденцовское сельское поселение  | село Коденцово         | 1                             | ↘647      | 60,77        |
| 7  | Марковское сельское поселение    | село Марки             | 5                             | ↘1313     | 154,76       |
| 8  | Сончинское сельское поселение    | село Сончино           | 5                             | ↘849      | 62,88        |
| 9  | Татаринское сельское поселение   | село Татарино          | 1                             | ↗852      | 90,22        |
| 10 | Трёхстенское сельское поселение  | село Трёхстенки        | 4                             | ↗897      | 72,88        |
| 11 | Тхоревское сельское поселение    | село Тхоревка          | 7                             | ↘1338     | 131,86       |

## Населённые пункты
В районе 42 населённых пункта:
| №  | Населённый пункт | Тип   | Население | Муниципальное образование        |
| -- | ---------------- | ----- | --------- | -------------------------------- |
| 1  | Атамановка       | хутор | 50        | Карпенковское сельское поселение |
| 2  | Верхние Марки    | село  | ↘383      | Марковское сельское поселение    |
| 3  | Волчанское       | село  | ↘454      | Волчанское сельское поселение    |
| 4  | Воронец          | хутор | 8         | Карпенковское сельское поселение |
| 5  | Гойкалово        | хутор | ↘202      | Дегтяренское сельское поселение  |
| 6  | Дальнее Стояново | хутор | ↘67       | Тхоревское сельское поселение    |
| 7  | Дегтярное        | село  | ↘406      | Дегтяренское сельское поселение  |
| 8  | Евдаково         | село  | ↘676      | Евдаковское сельское поселение   |
| 9  | Ивченково        | хутор | 92        | Сончинское сельское поселение    |
| 10 | Каменка          | пгт   | ↗8057     | Каменское городское поселение    |
| 11 | Карпенково       | село  | ↘883      | Карпенковское сельское поселение |
| 12 | Кириченково      | село  | ↘218      | Тхоревское сельское поселение    |
| 13 | Коденцово        | село  | ↘647      | Коденцовское сельское поселение  |
| 14 | Козки            | хутор | 106       | Марковское сельское поселение    |
| 15 | Крутец           | хутор | ↘398      | Волчанское сельское поселение    |
| 16 | Лесково          | хутор | 1         | Сончинское сельское поселение    |
| 17 | Ляпино           | хутор | 64        | Евдаковское сельское поселение   |
| 18 | Марки            | село  | ↘1002     | Марковское сельское поселение    |
| 19 | Михново          | хутор | ↘73       | Тхоревское сельское поселение    |
| 20 | Молчаново        | хутор | 34        | Трёхстенское сельское поселение  |
| 21 | Новиковский      | хутор | 251       | Сончинское сельское поселение    |
| 22 | Ольхов Лог       | село  | 590       | Карпенковское сельское поселение |
| 23 | Орехово          | хутор | 23        | Карпенковское сельское поселение |
| 24 | Панково          | хутор | 36        | Карпенковское сельское поселение |
| 25 | Пилипы           | село  | ↘290      | Трёхстенское сельское поселение  |
| 26 | Рождественский   | хутор | 46        | Марковское сельское поселение    |
| 27 | Рыбальчино       | хутор | ↘116      | Волчанское сельское поселение    |
| 28 | Свистовка        | хутор | ↘148      | Дегтяренское сельское поселение  |
| 29 | Себелево         | хутор | 0         | Марковское сельское поселение    |
| 30 | Ситниково        | хутор | 62        | Тхоревское сельское поселение    |
| 31 | Солонцы          | хутор | 7         | Сончинское сельское поселение    |
| 32 | Сончино          | село  | ↘639      | Сончинское сельское поселение    |
| 33 | Татарино         | село  | ↗852      | Татаринское сельское поселение   |
| 34 | Тимирязево       | село  | ↘536      | Тхоревское сельское поселение    |
| 35 | Трёхстенки       | село  | ↘643      | Трёхстенское сельское поселение  |
| 36 | Тхоревка         | село  | ↘407      | Тхоревское сельское поселение    |
| 37 | Фриденфельд      | хутор | 7         | Карпенковское сельское поселение |
| 38 | Хвощеватый       | хутор | 103       | Дегтяренское сельское поселение  |
| 39 | Шапошниково      | хутор | ↘75       | Трёхстенское сельское поселение  |
| 40 | Щербаково        | село  | ↘329      | Евдаковское сельское поселение   |
| 41 | Ярки             | село  | ↘164      | Тхоревское сельское поселение    |
| 42 | Ясеново          | хутор | ↘120      | Евдаковское сельское поселение   |

Упраздненные населенные пункты
23 ноября 2005 года был упразднен хутор Калиново-Мальцево.
Геральдика
Современные Герб и Флаг Каменского района были утверждены 14 декабря 2007 года Советом народных депутатов Каменского муниципального района.
Описание герба
Герб описывается следующим образом:
"В лазуревом (синем, голубом) поле золотой сноп, поверх которого червлёный (красный) воронец (дикий пион) на зелёном стебле с таковыми же листьями, перевязанные червлёной (красной) лентой"
Описание флага
Флаг Каменского района Воронежской области описывается следующим образом:
"Прямоугольное синее полотнище с отношением ширины к длине 2:3, несущее посередине фигуры герба района: жёлтый сноп, поверх которого красный воронец (дикий пион) на зелёном стебле с таковыми же листьями, перевязанные красной лентой".

## Экономика
Промышленность района представлена тремя основными промышленными предприятиями: ПАО «Евдаковский масложировой комбинат», ОАО «Каменкамолоко» и ООО «Завод Растительных масел Каменский».
Сельскохозяйственное производство Каменского района складывается из сельхозпредприятий, крестьянско-фермерских хозяйств и личных подсобных хозяйств населения. Сельскохозяйственных предприятий в районе — 13. Основным видом деятельности этих предприятий является производство сельхозпродукции: зерновые, подсолнечник, сахарная свёкла, молоко, мясо.

## Достопримечательности
На территории района находятся старинные церкви в сёлах: Дегтярное, Сончино, Верхние Марки, Пилипы, Трёхстенки.
В хуторе Рождественский находится Рождественское поселение эпохи бронзы.(нет никакой информации на официальных сайтах, а также на странице Википедии "Хутор Рождественский")
А также памятники, посвящённые Великой Отечественной войне.

## Известные уроженцы
- Лазаренко, Иван Гаврилович — (1923—1990) — командир разведывательного взвода 26-й отдельной гвардейской разведывательной роты 21-я гвардейская Невская стрелковая дивизия, гвардия старшина, кавалер ордена Славы трёх степеней. Родился 29 августа 1923 года в селе Сончино.
- Савченко Антон Севастьянович (1912—1945) — участник Великой Отечественной войны, полный кавалер Ордена Славы, командир 76-мм пушки  172-го гвардейского стрелкового полка, гвардии старшина. Родился в селе Трёхстенки.

## Интересные факты
- В сентябре 2009 года на территории Каменского района на берегу реки Дон были найдены два яйца ископаемых животных, которые, по мнению специалистов, представляют большой научный интерес[27].